# 春日神社 (丹波篠山市)
春日神社（かすがじんじゃ）は、兵庫県丹波篠山市黒岡75にある神社。奈良の春日大社から分霊された。旧社格は県社。

## 概要
奈良の春日大社の分祠を祭り、地元では「おかすがさん」と呼ばれる氏神。能楽殿で演じられる春の春日能と秋の祭礼（10月第3土・日）の京都八坂の祇園祭を模したといわれる4基の神輿、華麗な飾り付けを施された9基の山鉾巡行は京文化を強くうかがわせ、笛や鐘の囃子を響かせながら小京都雰囲気の残るの古い町並みを練り歩く様子は、近代的な町で行われる本場の京都の祇園祭よりも情緒あるものとして知られる。

## 歴史
平安時代初期の876年（貞観18年）当時、日置荘を領有者であった藤原基経、藤原時平父子により藤原氏の氏神である春日大社（奈良県）より分祀し黒岡村南部の当時は笹山と呼ばれた現在は篠山城のある小山に勧請し、祀り氏神としたのが起源とされる。後の1609年（慶長14年）、篠山城築城の際に現在の地に遷された。
秋の祭礼に使われる4柱の神霊を移した金神興は、2基を黒岡村より元禄7年6月に、他の2基は安永8年9月（元禄13年の説もある）篠山町より寄進されたもの。9台のちんちき山と呼ばれる山鉾は寛文3年以降に各町内より寄進されたもので、京都の祇園の山鉾を模し造られており、絢爛豪華である。明治後期までは鳳凰・孔雀・蘇鉄・猩猩等の鉾をつけ巡行したが、電線が障害となり現在は鉾を付けずに巡行される。また太鼓御興は、文化・文政のころに、王地山焼の陶工たちが担ぎ始めたのが始まりと伝えられる。

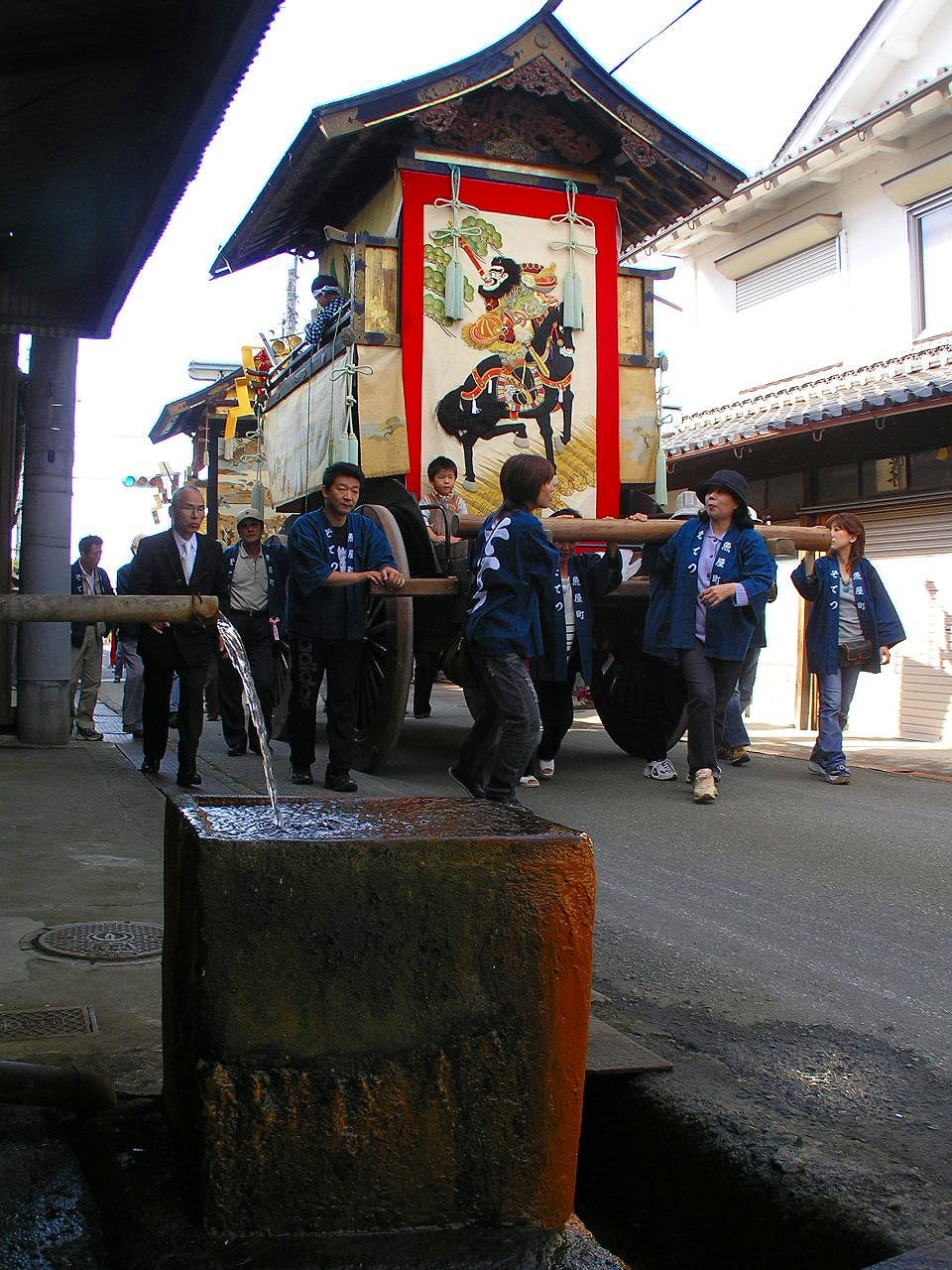
鉾山巡行 蘇鉄山（魚屋町）

鉾山
長さ6メートル、高さ約5メートル、屋根までの高さは京都祇園祭・山鉾の約三分の二ほどの規模ながら京都の祇園祭に強い影響を受けている。初期の鉾山は現在よりも小形で簡素なものだったが、江戸時代中期頃に現在の規模となり華麗さを増した。初めて鉾山が作られたのは1663年（寛文3年）の三笠山 （上河原町）と伝えられる。篠山市指定文化財。
- 上町4台

三笠山（上河原町）、鳳凰山（下河原町）、孔雀山（上立町）、高砂山（下立町）
- 下町5台

剣鉾山（呉服町）、猩々山（上二階町）、諫鼓山（下二階町）、蘇鉄山（魚屋町）、鏡山（西町）
神輿
1694年（元禄7年）および1779年（安永8年）に寄進奉納されたが、4基あるのは春日神社の4祭神にちなんだもので、4祭神とは天児屋根命（あまのこやねのみこと）、武甕槌命（たけみかつちのみこと）と経津主命（ふつぬしのみこと）比売神（ひめのおおかみ）である。

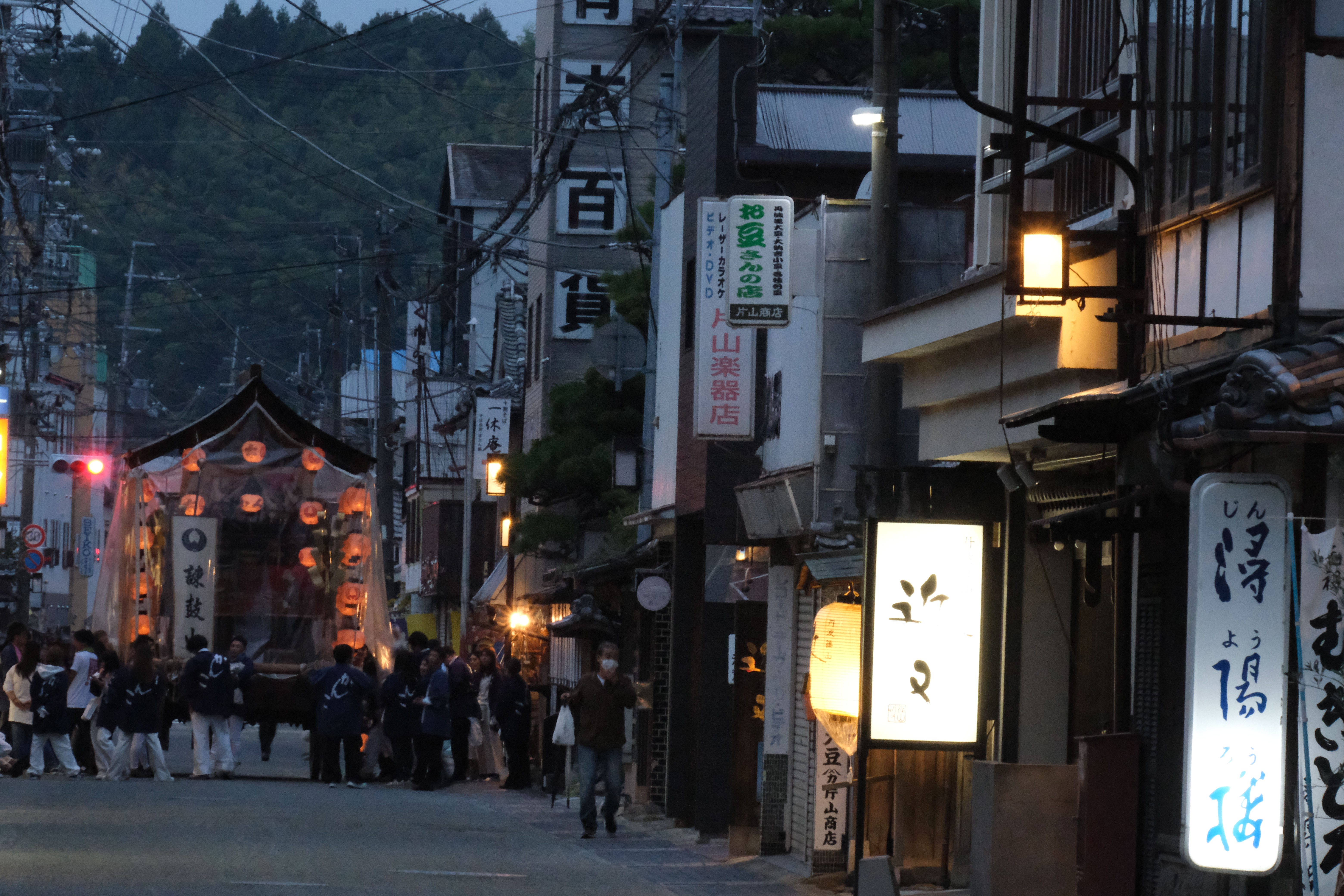
山鉾巡行（諫鼓山）。青山通りにて。
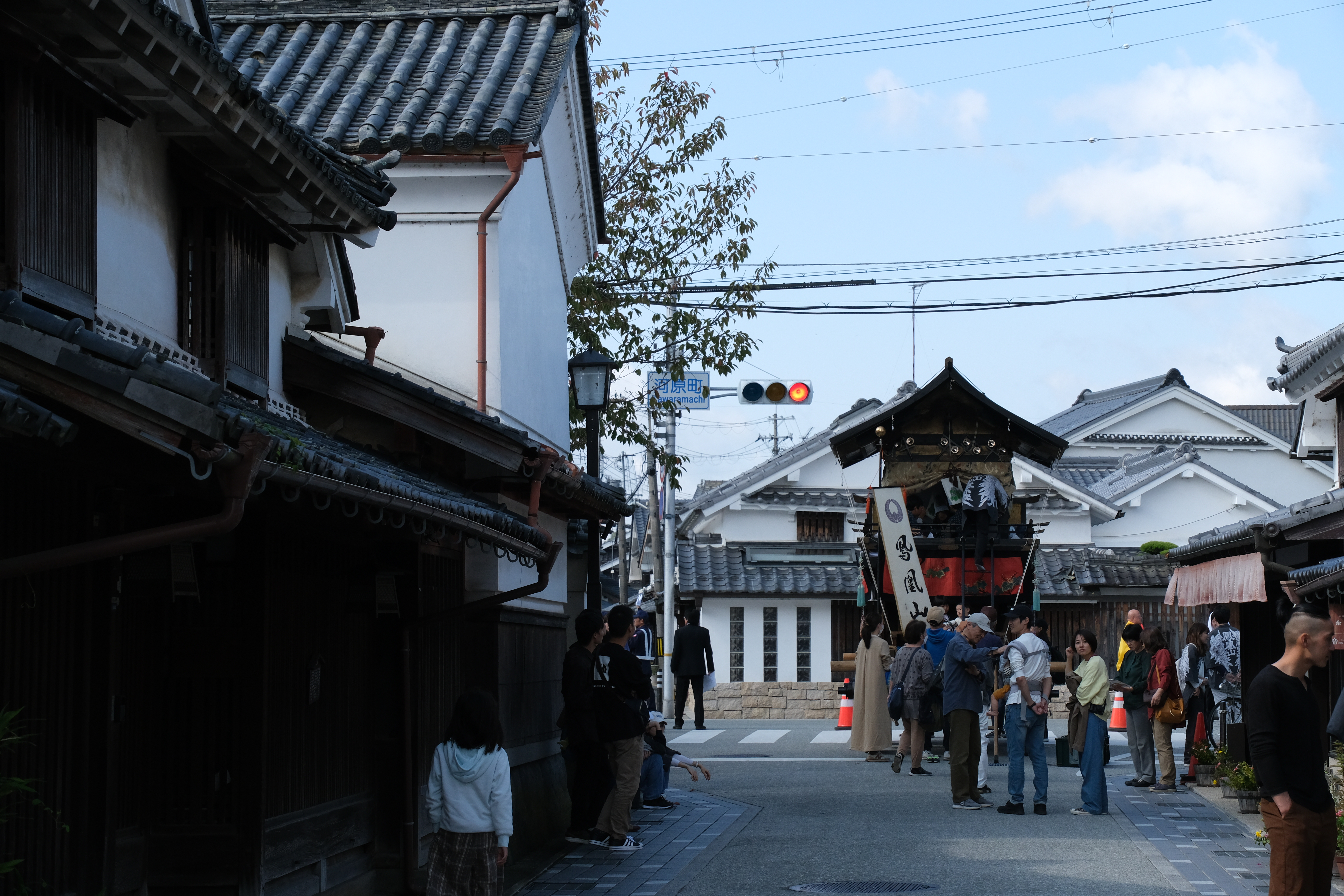
山鉾巡行（鳳凰山）。二階町にて。
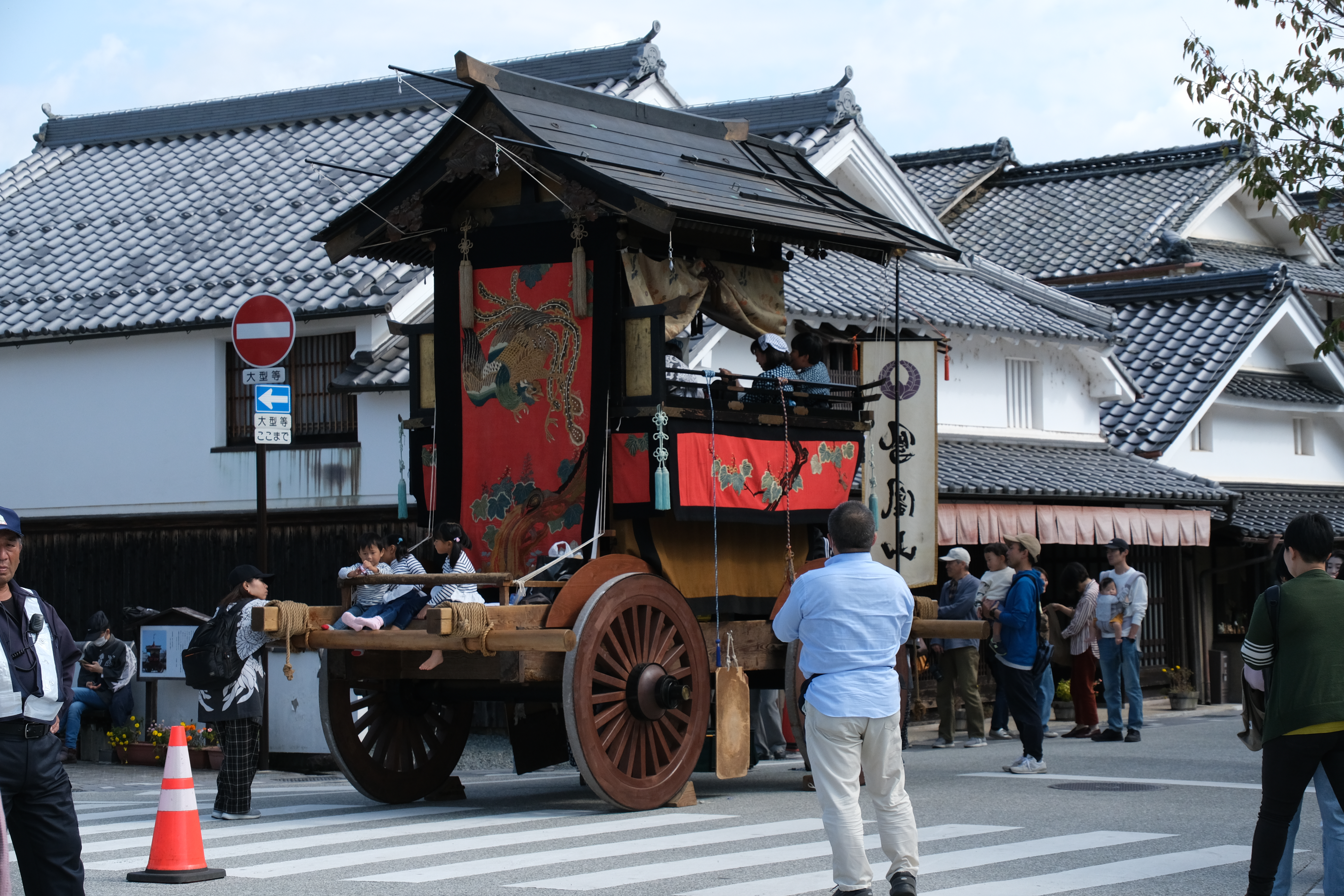
山鉾巡行（鳳凰山）。二階町にて。
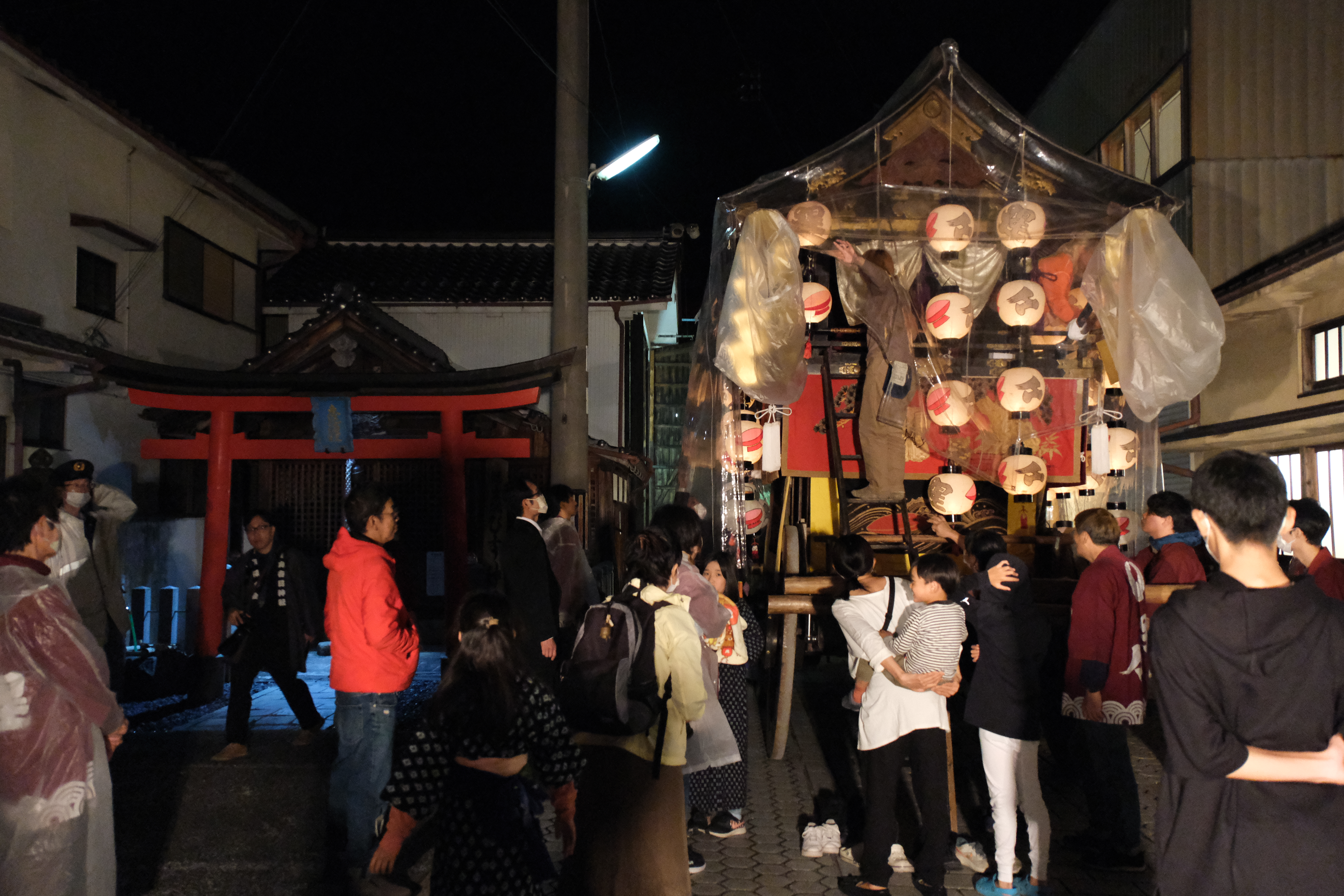
山鉾巡行。春日神社前。

## 社殿

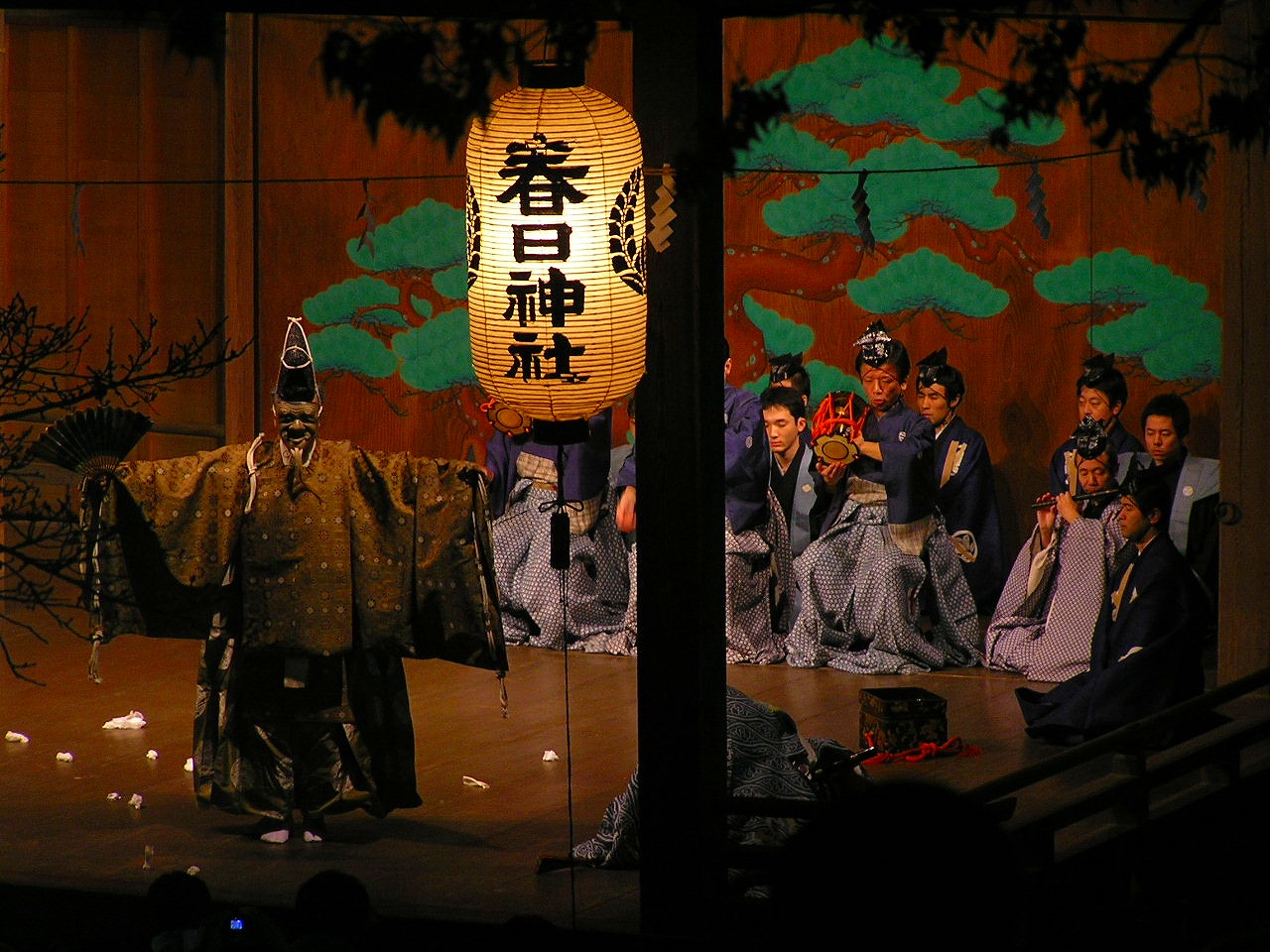
翁奉納（2006.1.1）

- 本殿

- 能楽殿

篠山藩主13代藩主青山忠良によって江戸時代末期である1861年（文久元年）に建てられた能舞台。忠良は、能楽愛好家としても知られ奉納したものである。建築は稲山嘉七、永井理兵衛、舞台背景に描かれた松の絵は松岡曾右衛門によるもので、当時箱根以西において最も立派なものであると称えられた。床板を踏む音を反響させるため、床下には大甕が伏せられているが、その完璧さは全国の能舞台中でも屈指といわれる。正月の1月1日には、翁奉納および毎年、桜の咲く時期の4月上旬に「篠山春日能」が催される。2003年（平成15年）には国の重要文化財に指定される。
- 絵馬堂

1952年（昭和27年）8月に平和記念に建立された。内部の馬絵は、当初は旧拝殿内に会ったものだが慶安2年に松平忠国が奉納した狩野尚信作の黒神馬は、精緻なもので価値が高い。この絵馬だけには金網が張ってあったが、それはこの馬が夜な夜な絵から抜け出しては黒岡の田畑の豆を食い荒らしたという伝説があるためである。多紀名宝にも指定されている。

## 文化財

### 重要文化財（国指定）
- 能舞台

### 丹波篠山市指定文化財
- 黒神馬

## 年間行事
- 1月1日 翁奉納。午前0時過ぎより行われる。
- 4月上旬 春日能。
- 10月第3土・日 秋の祭礼。

## 交通アクセス
- 鉄道:JR福知山線「篠山口駅」
- バス:ウイング神姫（旧神姫グリーンバス）「春日神社前」より徒歩すぐ。